# Cristianización de Islandia

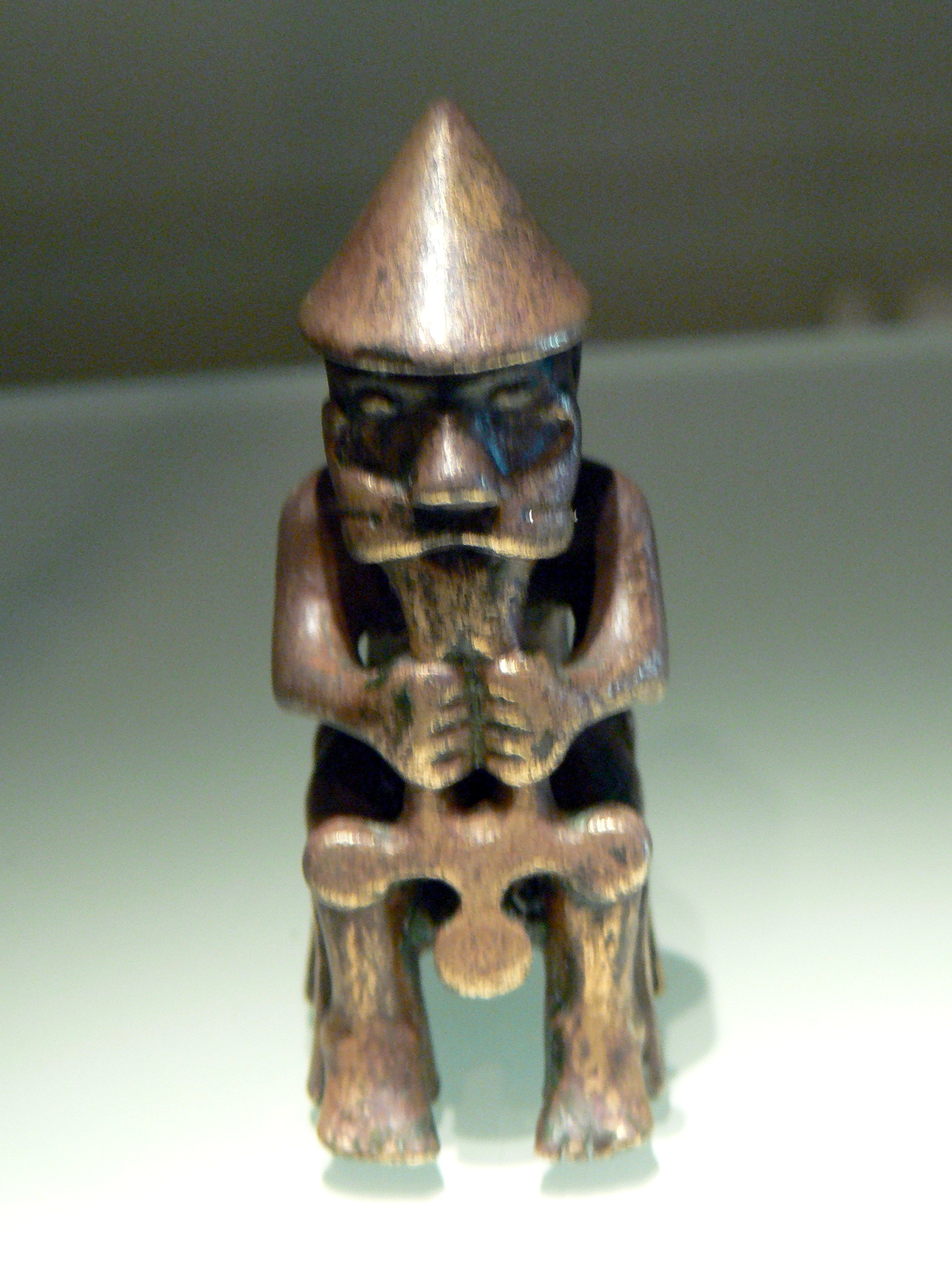
Estatuilla de Thor de Eyrarland en el Museo Nacional de Islandia de Reikiavik. En la mano sostiene una cruz-martillo, un ejemplo del sincretismo pagano-cristiano.

La cristianización de Islandia es un proceso de varias décadas que culmina a principios del siglo XI. En islandés se conoce como kristnitaka, que significa literalmente "toma de cristianismo". En este tuvo una gran influencia la presión extranjera del rey Olaf I de Noruega y, a escala local, tanto la intervención del Alþing como la acción del sacerdote pagano Þorgeir Ljósvetningagoði.

## Primeras conversiones
Las primeras manifestaciones del cristianismo llegan a Islandia con la colonización de la isla durante los siglos IX y X. Algunos colonos eran originarios de las islas británicas y se convirtieron al cristianismo tras entrar en contacto con los irlandeses. Sin embargo, la mayoría de ellos siguió siendo pagana y adoraba a los Æsir. Esos primeros brotes de cristianismo se extinguieron rápidamente.

## Íslendingabók

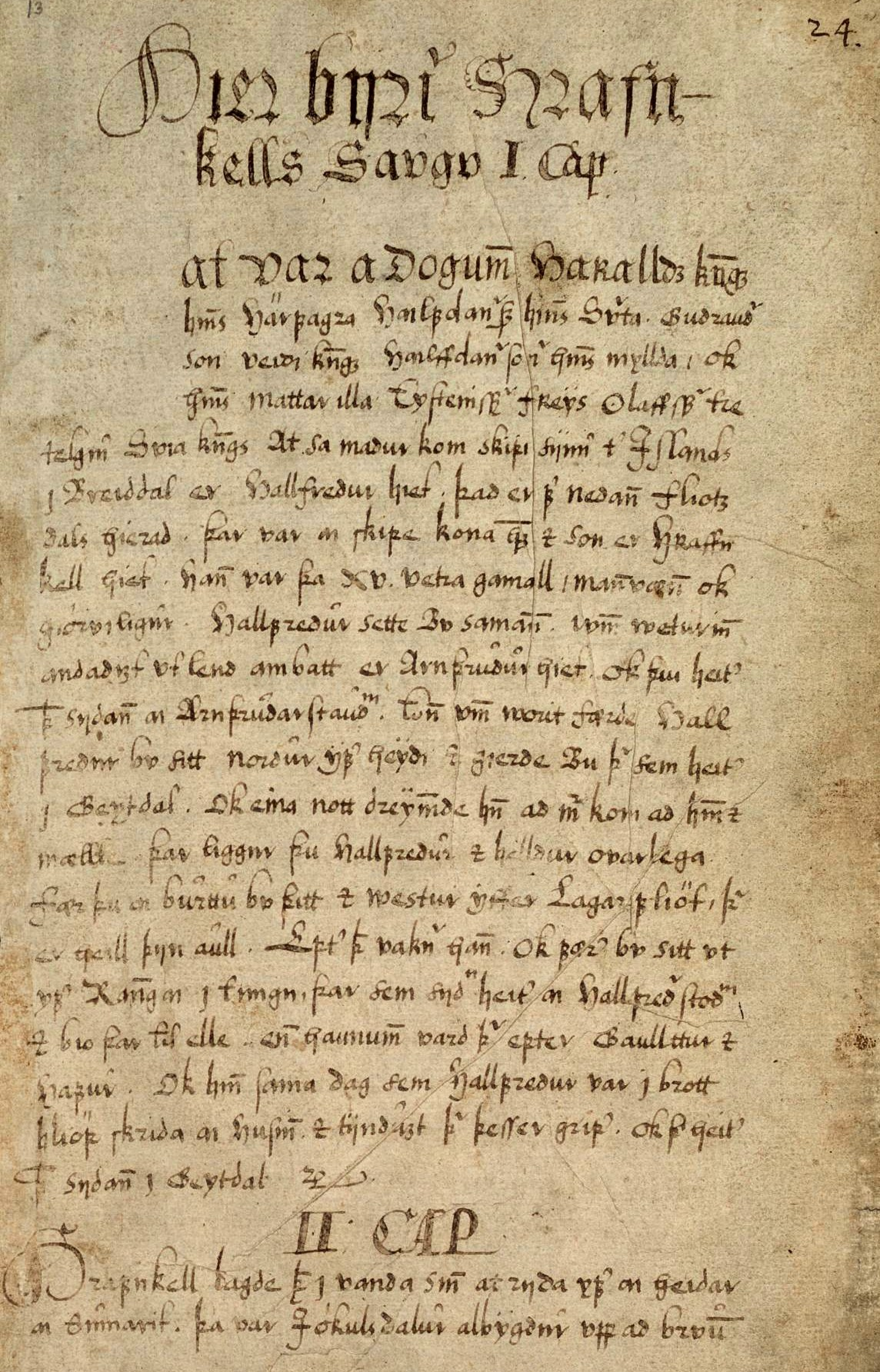
Primera página del manuscrito de la Saga de Hrafnkell, de las sagas de los islandeses.

Se considera que Islandia adoptó el cristianismo en el año 1000. La mayoría de los hechos históricos previos a la conversión se encuentran en el Íslendingabók de Ari Þorgilsson, las sagas de los islandeses y en los escritos de la Iglesia católica sobre los primeros obispos y pastores. El relato de Ari Þorgilsson sobre la conversión tiene un buen nivel de fiabilidad. Aunque nació 67 años después de los hechos, sus fuentes son de primera mano.

## Comienzos poco concluyentes
A partir de 980, varios misioneros visitaron la isla. El primero fue un islandés que regresó a su país después de un viaje al extranjero, Thorvaldur Kodransson. Lo acompañaba un obispo alemán Fridrek, de quien poco se sabe. Sin embargo, el intento de Konradsson de convertir a los islandeses al cristianismo no tuvo éxito. Fue declarado fuera de la ley y expulsado por matar a dos hombres.

## El rey Olaf de Noruega
Tras llegar en 995 al trono, el rey Olaf I de Noruega (que se había convertido al cristianismo un año antes) redobló esfuerzos para cristianizar a Islandia por la fuerza. Tras el fracaso de Thorvaldur Kodransson y del obispo Fridrek, Olaf envió como misionero a Stefnir Þórgilsson, quien destruyó representaciones y santuarios sagrados, lo que lo llevó a ser tan impopular que fue declarado forajido. 

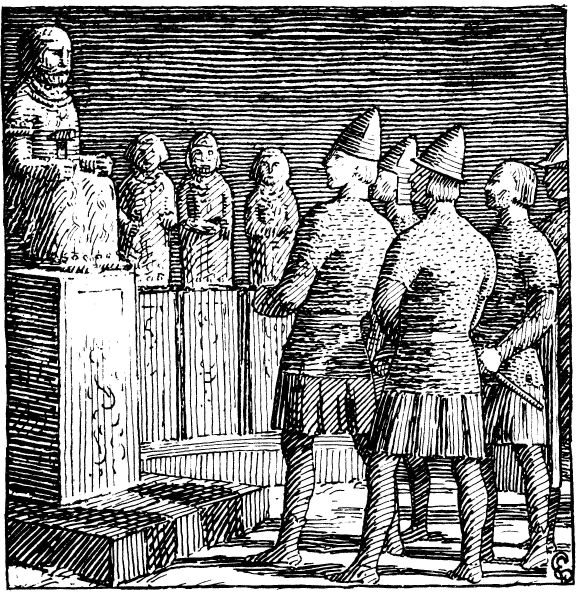
Ilustración Olaf I de Noruega en el templo de Thor.

Tras el fracaso de Þórgilsson, Olaf envió a Thangbrand, un extremista religioso que ya había convertido al cristianismo a Noruega y a las Islas Feroe. Su misión evangelizadora, que se desarrolló entre 997 y 999, dejó varios muertos pero a la vez tuvo poco éxito. Regresó a Noruega en ese último año.
Olaf entonces les negó el acceso a los marinos islandeses a los puertos de su reino y tomó como rehenes a los islandeses que vivían en su país. Eso cortó a la isla de su principal socio comercial. Algunos de esos prisioneros eran hijos de eminentes jefes y el monarca amenazó con matarlos si sus padres no cambiaban sus creencias.
Para la economía del Estado Libre Islandés era crucial mantener unas buenas relaciones con Noruega. Los cristianos islandeses usaron las amenazas del rey para intensificar su campaña de conversión. Las dos religiones rivales dividieron entonces el país y su sociedad estuvo cerca de la guerra civil.

## La decisión de Þorgeir Ljósvetningagoði

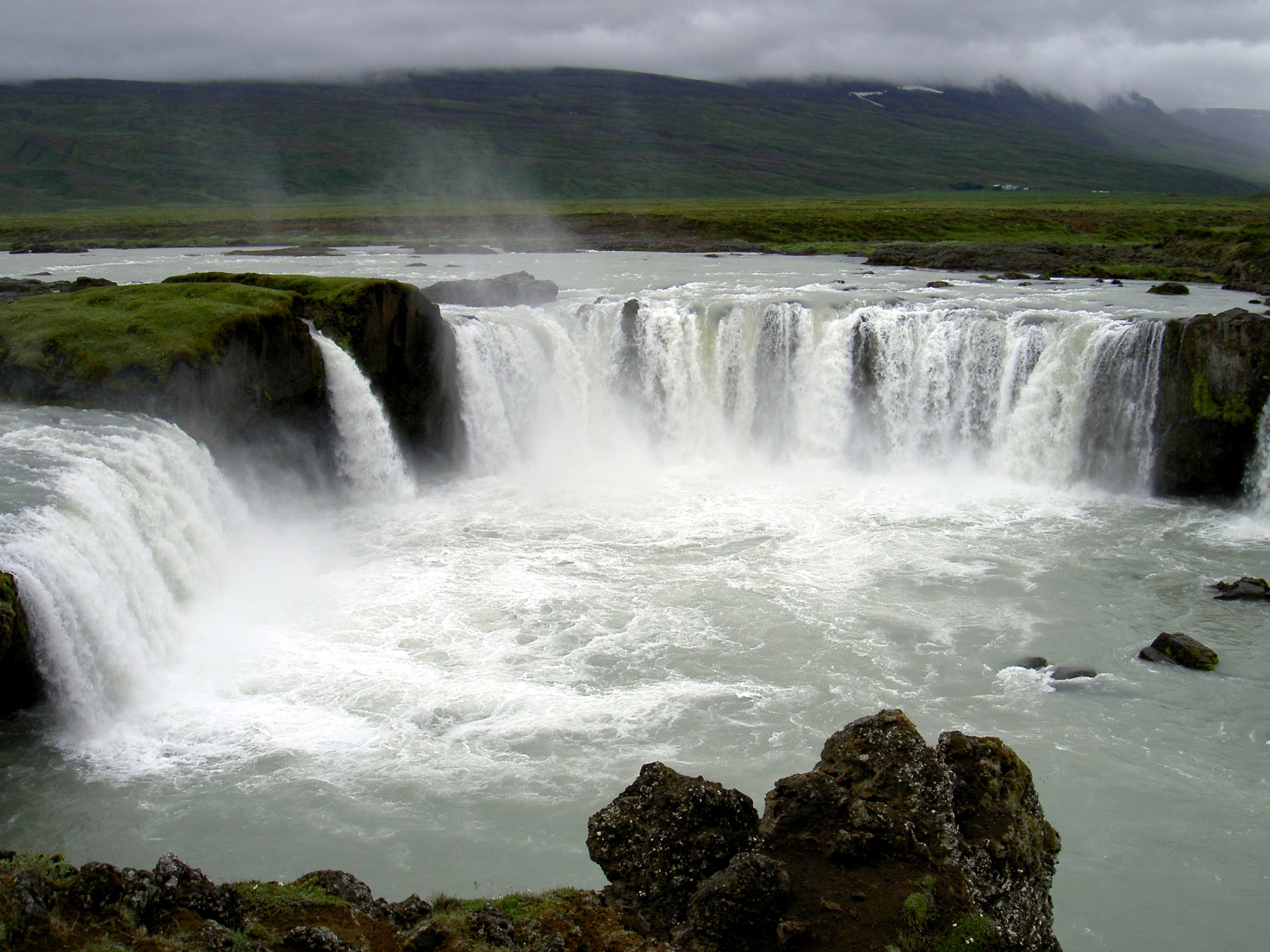
La cascada Goðafoss, al norte del país.

Esta situación se prolongó hasta que el verano siguiente se reunió el Alþing (Parlamento islandés). La tensión entre los bandos pro y anticristiano era muy grande. Pero los mediadores evitaron la violencia y lograron que el tema se tratara como un pleito de sangre y que se recurriera de arbitraje. Ambas partes aceptaron al logsogumadur del Alþing, Þorgeir Ljósvetningagoði, un sacerdote pagano. Este pasó un día y una noche de contemplación para decidir, envuelto en pieles.
Al día siguiente anunció que la población de la isla se haría cristiana. También se mantendría el culto pagano privado, contradiciendo algunos aspectos de los mandamientos del cristianismo. Cuando regresó a su casa, Þorgeir lanzó sus antiguas representaciones sagradas a la cascada Goðafoss, al norte del país.  
Esta conversión fue rápida, sobre todo si se la compara con los decenios de disenso que hubo en Noruega durante la implantación el cristianismo. En ese proceso fue clave el apoyo de los jefes de los clanes islandeses, que temían más la agitación social que el cambio religioso, además de para evitar un ataque desde el continente que hubiese supuesto el exterminio del pueblo islandés independientemente de la fe de cada miembro. Jesse Byock afirma que los islandeses aceptaron el cristianismo porque temían la agitación social más que el cambio religioso. Los vikingos paganos eran fatalistas. Para ellos, todo lo que sucedía era inevitable y era voluntad del destino, por lo que intentaron evitarlo. No se sintieron inclinados a luchar en nombre de sus antiguas deidades.
Finalmente, cuando la Iglesia consolidó su presencia en la isla, se prohibió todo culto pagano.